# ファイエット郡 (テキサス州)
ファイエット郡（ファイエットぐん、英: Fayette County）は、アメリカ合衆国テキサス州の中央部に位置する郡である。2010年国勢調査での人口は24,554人であり、2000年の21,804人から12.6％増加した。郡庁所在地はラグランジュ市（人口4,641人）であり、同郡で人口最大の都市でもある。ファイエット郡は1837年に設立され、郡名はフランス貴族でアメリカ独立戦争の英雄になったラファイエット侯爵に因んで名付けられた。
映画The Best Little Whorehouse in Texasの舞台になったチキン牧場の本物が郡内にある。

## 地理
アメリカ合衆国国勢調査局に拠れば、郡域全面積は960平方マイル (2,486 km2)であり、このうち陸地950平方マイル (2,461 km2)、水域は10平方マイル (26 km2)で水域率は1.02％である。

### 主要高規格道路
- 州間高速道路10号線
- アメリカ国道77号線
- アメリカ国道90号線
- アメリカ国道290号線
- テキサス州道71号線
- テキサス州道95号線
- テキサス州道159号線
- テキサス州道237号線

### 隣接する郡
- リー郡 - 北
- ワシントン郡 - 北東
- オースティン郡 - 東
- コロラド郡 - 南東
- ラバカ郡 - 南
- ゴンザレス郡 - 南西
- コールドウェル郡 - 西
- バストロップ郡 - 北西

## 人口動態
以下は2000年の国勢調査による人口統計データである。
| 基礎データ - 人口: 21,804人 - 世帯数: 8,722 世帯 - 家族数: 6,044 家族 - 人口密度: 9人/km2（23人/mi2） - 住居数: 11,113軒 - 住居密度: 5軒/km2（12軒/mi2） 人種別人口構成 - 白人: 84.58% - アフリカン・アメリカン: 7.01% - ネイティブ・アメリカン: 0.36% - アジア人: 0.22% - 太平洋諸島系: 0.06% - その他の人種: 6.66% - 混血: 1.11% - ヒスパニック・ラテン系: 12.78% 祖先による人口構成 - ドイツ系: 34.9% - チェコ系: 16.4% - アメリカ人: 7.6% - イギリス系: 5.3% 年齢別人口構成 - 18歳未満: 23.2% - 18-24歳: 7.0% - 25-44歳: 23.6% - 45-64歳: 24.2% - 65歳以上: 22.0% - 年齢の中央値: 43歳 - 性比（女性100人あたり男性の人口） - 総人口: 93.7 - 18歳以上: 91.0 | 世帯と家族（対世帯数） - 18歳未満の子供がいる: 28.5% - 結婚・同居している夫婦: 58.0% - 未婚・離婚・死別女性が世帯主: 7.8% - 非家族世帯: 30.7% - 単身世帯: 28.0% - 65歳以上の老人1人暮らし: 16.4% - 平均構成人数 - 世帯: 2.44人 - 家族: 2.97人 収入と家計 - 収入の中央値 - 世帯: 34,526米ドル - 家族: 43,156米ドル - 性別 - 男性: 29,008米ドル - 女性: 20,859米ドル - 人口1人あたり収入: 18,888米ドル - 貧困線以下 - 対人口: 11.4% - 対家族数: 8.1% - 18歳未満: 12.7% - 65歳以上: 13.5% |

## 都市と町
- カーマイン
- ファイエットビル
- フラトニア
- ラグランジュ - 郡庁所在地
- マルドゥーン
- ラウンドトップ
- シューレンバーグ

### 未編入の町
| - アボッツグローブ - アマンズビル - アームストロング - ベサニー - ビーゲル - ブラックジャックスプリングス - ブラフ - ブラムヒル - ブリッジバレー - バックナーズクリーク - バーナムズクロッシング - シーダー - センターグローブ - コックリルズヒル - シスターン - コロニー - コロラドシティ - コージーコーナー - デュビナ - エリンジャー | - エルムグローブ - イングル - フロイ - フォーズプレーリー - フランク - フライバーグ - ゲイヒル - ハルステッド - ホークリーク - ハイヒル - ホルマン - ホスタイン - ホスタインヒル - ホッテントット - インディアンクリーク - イングラムズプレーリー - ジョイナー - カートリー - コシシナ - クルーガービル | - レドベター - リーナ - リーバン - ルイスセトルメント - ライブオークヒル - ライアンズ - マントンスプリング - マーリー - メクレンバーグ - ミドルクリーク - ミラーズステーション - モラバン - マルベリー - マリンズプレーリー - ナッソー - ナビダド - ネチャニッツ - オクイン - オルデンバーグ - オリザバ | - オソー - パーク - ペカン - ピンオーク - パインスプリングス - パイセク - プラム - プラハ - プレーリーバレー - プリム - ラブスプレーリー - レクヒル - ロッキーリッジ - ロスプレーリー - [ロズノフ - ルターズビル - セントジョン - スコット - セダン - ステラ | - ステラー - スイスアルプ - タムバーグ - トレド - ウォルデック - ウォルハラ - ワーダ - ウォーレントン - ウェント - ウェストポイント - ホワイトサイズプレーリー - ウィロウスプリングス - ウィンチェスター - ワインデール - ウッズフォート - ワーステン - ザパラック - ザップ |

## 交通
ファイエット地域航空センターがラグランジュ西部の未編入領域にあり、郡が所有している。